# André Belli
André Belli (3 juni 1916 - maart 1993) was een Zwitsers voetballer en voetbalcoach die speelde als verdediger.

## Carrière
Belli speelde gedurende zij hele carrière voor Servette Genève, hij veroverde drie landstitels in 1940, 1946 en 1950. De beker kon hij maar een keer winnen met het team in 1949.
Hij speelde zeven interlands voor Zwitserland waarin hij niet kon scoren.
Hij coachte na zijn carrière Vevey Sports en CA Genève.

## Erelijst
- Servette Genève
  - Landskampioen: 1940, 1946, 1950
  - Zwitserse voetbalbeker: 1949